# Chris Hogan
Christopher James Hogan (Wyckoff, 24 ottobre 1988) è un ex giocatore di football americano statunitense che ha militato nel ruolo wide receiver per i New Orleans Saints della National Football League (NFL).
Non scelto al Draft NFL 2011, è stato membro di San Francisco 49ers, New York Giants e Miami Dolphins (pur solo come giocatore della squadra di allenamento), prima del suo esordio effettivo con i Buffalo Bills. È stato soprannominato 7-Eleven dal suo ex compagno ai Dolphins Reggie Bush per la sua abilità nel farsi sempre trovare smarcato.

## Biografia e carriera universitaria
Dopo essere cresciuto a Wyckoff ed aver giocato sia a football che a lacrosse alle scuole superiori, con buoni risultati in entrambi gli sport, Hogan decise di continuare la carriera nel lacrosse all'università di Penn State. Laureatosi nel 2010 e con un altro anno di eleggibilità per lo sport di college, tornò al football arruolandosi alla Monmouth University per un anno.

## Carriera professionistica

### San Francisco 49ers
Non scelto al draft 2011 e diventato subito free agent, i San Francisco 49ers gli offrirono un contratto con la loro squadra di offseason, ma fu svincolato il 3 settembre, prima dell'inizio della stagione regolare.

### New York Giants
Il 12 settembre 2011 Hogan firmò un contratto con i New York Giants per far parte della loro squadra di allenamento. Fu svincolato dai Giants 11 giorni dopo.

### Miami Dolphins
Il 27 dicembre 2011 Hogan fu messo sotto contratto dai Miami Dolphins per la loro practice squad, e qualche giorno dopo firmò un contratto reserve/future con la franchigia della Florida. Hogan fu tagliato alla fine del training camp, ma fu subito rifirmato per la practice squad. L'11 settembre 2012 i Dolphins decisero di terminare anche il contratto con la squadra di allenamento di Hogan.

### Buffalo Bills
Il 6 novembre 2012 i Buffalo Bills aggiunsero Hogan alla loro squadra di allenamento, ed il 18 dicembre fu aggregato al roster ufficiale. Con i Bills Hogan riceve il suo primo touchdown da professionista, il 12 ottobre 2014. Nel 2015 gioca tutte e 16 le partite dei Bills, mettendosi in mostra per le sue doti atletiche. Hogan terminò la stagione 2015 con 36 ricezioni per un totale di 450 yard e due touchdown.

### New England Patriots
Diventato restricted free agent alla fine della stagione 2015, Hogan firmò il 10 marzo 2016 un'offerta triennale dei New England Patriots. I Bills non pareggiarono l'offerta di New England, permettendo così al giocatore di unirsi ai Pats. Bill Belichick lo descrive come un "burner" capace di saltare l'uomo grazie alle sue grandi doti atletiche. Nella sua stagione d'esordio nel Massachusetts diventa il terzo wide receiver dei Patriots in altrettanti anni a lanciare un passaggio in un trick play (il passaggio finì incompleto, ma comportò una penalità di 31 yard contro la difesa dei New York Jets per pass interference). Il 22 gennaio 2017 Hogan fece registrare 9 ricezioni per 180 yard e 2 touchdown (suo massimo in carriera) nella finale dell'AFC contro gli Steelers vinta per 17 a 36, qualificandosi per il Super Bowl LI, vinto dai Patriots ai supplementari contro gli Atlanta Falcons per 34-28. Nella finalissima effettuò 4 ricezioni per un totale di 57 yard.
Nella stagione regolare 2017, Hogan segnò un nuovo primato personale di 5 touchdown. Andò a segno anche nel divisional round dei playoff contro i Tennessee Titans nella vittoria per 35-14.
Alla fine della stagione 2018 partì come titolare nel Super Bowl LIII vinto contro i Los Angeles Rams per 13-3.

### New York Jets
Il 19 agosto 2020 Hogan firmò con i New York Jets.

### New Orleans Saints
Il 26 luglio 2021 Hogan firmò con i New Orleans Saints. Si ritirò il 23 ottobre 2021.

## Palmarès
- Super Bowl : 2

New England Patriots: LI, LIII
- American Football Conference Championship: 3

New England Patriots: 2016, 2017, 2018